# Икар-1
«Икар-1» (чеш. Ikarie XB 1) — первый чехословацкий художественный научно-фантастический фильм, режиссёра Йиндржиха Полака, снятый в 1963 году на студии Баррандов по мотивам романа Станислава Лема «Магелланово облако» (1955).
Слоган «Мы хотели найти жизнь, а жизнь нашла нас».
Премьера фильма состоялась 26 июля 1963 года.

## Сюжет
Действие происходит в 2163 году. Звездолёт «Икар-1» (Ikarus XB-1) отправляется к загадочной «Белой планете», вращающейся вокруг звезды Альфа Центавра. Путешествие со скоростью, близкой к световой, у астронавтов занимает около 28 месяцев, хотя влияние теории относительности означает, что к тому времени, как они достигнут пункта назначения, на Земле пройдёт 15 лет. Во время полёта многонациональный экипаж из 40 человек должен приспособиться к жизни в космосе, а также справиться с различными опасностями, с которыми они сталкиваются, включая заброшенный космический корабль XX-го века, вооруженный ядерным оружием, смертоносной радиоактивной «тёмной звездой» и непредвиденными психологическими расстройствами и конфликтами. Через четыре месяца полёта начинается проявление отчётливой усталости и даже страха перед пустотой космоса. Один из членов экипажа, угрожает уничтожить космический корабль… Но вдруг возникшая опасность мобилизует всех: на пути «Икара» появляется летающий объект…

## В ролях
- Зденек Штепанек — капитан Владимир Абаев
- Франтишек Смолик — Гопкинс, математик
- Дана Медржицка — Нина Кирова, социолог
- Ирена Качиркова — Бригитта
- Радован Лукавский — Мак Дональд, инженер
- Отто Лацкович — Михаил, координатор
- Вацлав Ирманов — координатор
- Йозеф Адамович — Зденек Лоренц, координатор
- Мирослав Махачек — Марсель Бернар
- Иржи Врстала — Эрик Свенсон, пилот
- Рудольф Дейл — Эрвин Герольд, пилот
- Ярослав Мареш — Милек Вертбовский
- Марцела Мартинкова — Стеффа, жена Вертбовского
- Ладислав Мрквичка
- Ольга Шоберова
- Ярослав Розсивал — доктор корабля
- Мартин Тяпак — Пётр Кубеш, биолог
- Ян Цмирал — член экипажа
- Ян Станислав Колар — погибший член экипажа (нет в титрах)
- Вера Кресадлова — член экипажа
- Сватава Губенякова — Рена, жена Мак Дональд
- Ружена Урбанова — Ева, историк

Кинокритики отметили ряд сходств между «Икар-1» и фильмом Стэнли Кубрика «Космическая одиссея 2001 года» (1968).
В 2016 году на Каннском кинофестивале была показана отреставрированная цифровая копия фильма «Икар-1».

## Награды
- 1963 году на Международном кинофестивале научно-фантастических фильмов в Триесте (Италия) фильм «Икар-1» получил Большой приз «Золотой космический корабль».